# Hank C. Burnette
Hank C. Burnette, egentligen Sven-Åke Kenneth Högberg, född 12 december 1944 i Nilsvallen, Sveg, är en svensk rockabillyartist.

## Biografi
Under sin uppväxt lyssnade han mycket på Carl Jularbo och senare hillbillymusik, innan han upptäckte rock'n'roll. Högberg med familj flyttade till Umeå och spelade i flera olika bandkonstellationer. Teddy and the Teddy Bears blev en stor lokal framgång i Umeå i slutet av 1950-talet, och Sven-Åke blev utsedd till Umeås King of Rock'n'roll. Det sista bandet, Little Johhny & His Red Dynamites, splittrades när Högberg med familj flyttade till Oxelösund. Högberg letade där efter musiker för att starta ett nytt band, men fann inga han ansåg vara tillräckligt bra. Han lånade då två bandspelare och började spela in.
1966 skickade han ett demoband till skivbolaget Blue Horizon i Warrington, Florida. Bolaget bestämde sig för att ge ut en skiva. Det var även där namnet "Hank C. Burnette" föddes, efter hans idoler Hank Williams, Chet Atkins och Johnny Burnette, och eftersom Sven-Åke Högberg inte var ett internationellt gångbart namn. Låten "Hank's Wildwood Flower" (instrumental upprockad version av "Wildwood Flower") blev en radiohit i Nashville.
I början av 1970-talet började han att slå igenom runt om i Europa, och 1976 släpptes singeln "Spinnin' Rock Boogie".

## Diskografi
Studioalbum
- 1973 – Multisided [Diwa]
- 1973 – The Hank C. Burnette Sound [United Rock]
- 1974 – Spinnin' Rock Boogie [Southern Sound]
- 1976 – Don't Mess With My Ducktail [Sonet]
- 1977 – Rockabilly Gasseroonie [Sonet]
- 1979 – Hot Licks & Fancy Tricks [Sonet]
- 1980 – No 1 Rockabilly [Jan Records]
- 1985 – Lunatic Boogie (Utg. under pseud. Melvin L Rockbottom) [Crazy Records]
- 1987 – Bop Thill I Drop [Wildcat]
- 1988 – Big Hot New Music [Jukebox]
- 1989 – Rock-Ola Ruby [Hank]
- 1992 – Look Out Heart [Caramba!]
- 1995 – My Name Is Hank [Star-Club]
- 1996 – Cruisin' Deuces - From The Vaults [Sunjay]
- 2001 – A Touch Of Memphis [Star-Club]
- 2002 – Straight From The Hip [Pool Sounds]

Samlingsalbum
- 1980 – The Original One Man Rockabilly Band [Rock & Country Records]
- 1997 – Rockabilly Revival [Castle]
- 2006 – Blast From The Past [Darrow Entertainment AB]

### Fotnoter
1. ↑  ”Viva Puluba: Hank C Burnette (Biography)”. Arkiverad från originalet den 24 juli 2016. https://web.archive.org/web/20160724071151/http://vivapuluba.blogspot.com/2009/12/hank-c-burnette-biography.html. Läst 15 juni 2019.